# Anatolij Nyikolajevics Berezovoj
Anatolij Nyikolajevics Berezovoj (orosz: Анатолий Николаевич Березовой; Enyem, 1942. április 11. – 2014. szeptember 20.) orosz nemzetiségű szovjet űrhajós.

## Életpálya
1970-től kapott űrhajóskiképzést. Egyetlen űrutazáson, a Szaljut–7 űrállomás parancsnokaként 211 napot 9 órát 4 percet töltött a világűrben, közben 2 óra 33 perces űrsétát végzett. 1992-ben fejezte be űrhajós pályafutását.

## Űrrepülések
1982-ben a Szojuz T–5 második generációs űrhajóval repült Szaljut–7 űrállomásra, a tartós űrrepülésre felkészített az első legénység tagjaival. Szolgálatát befejezve a Szojuz T–7 fedélzetén tért vissza a Földre.
1976-ban Szojuz–23 első generációs űrhajó sikertelenül dokkolt a Szaljut–5 űrállomással. Parancsnokként a mentőlegénység tagja volt.
1977-ben a Szojuz–24 tartalék személyzetének parancsnoka.
1984-ben a Szojuz T–11 második generációs űrhajó tartalék személyzetének parancsnoka.
1988-ban a Szojuz TM–6 harmadik generációs űrhajó fedélzetén indították az első afgán űrhajóst, Abdul Ahad Mohmandot a Mir űrállomásra. Berezovoj az űrhajó tartalék személyzetének parancsnoka volt.
Bélyegen is megörökítették az űrrepülését.

## Kitüntetések
Egyszer kapta meg a Szovjetunió Hőse kitüntetést, valamint a Lenin-rendet.